# 2-in-1-pc

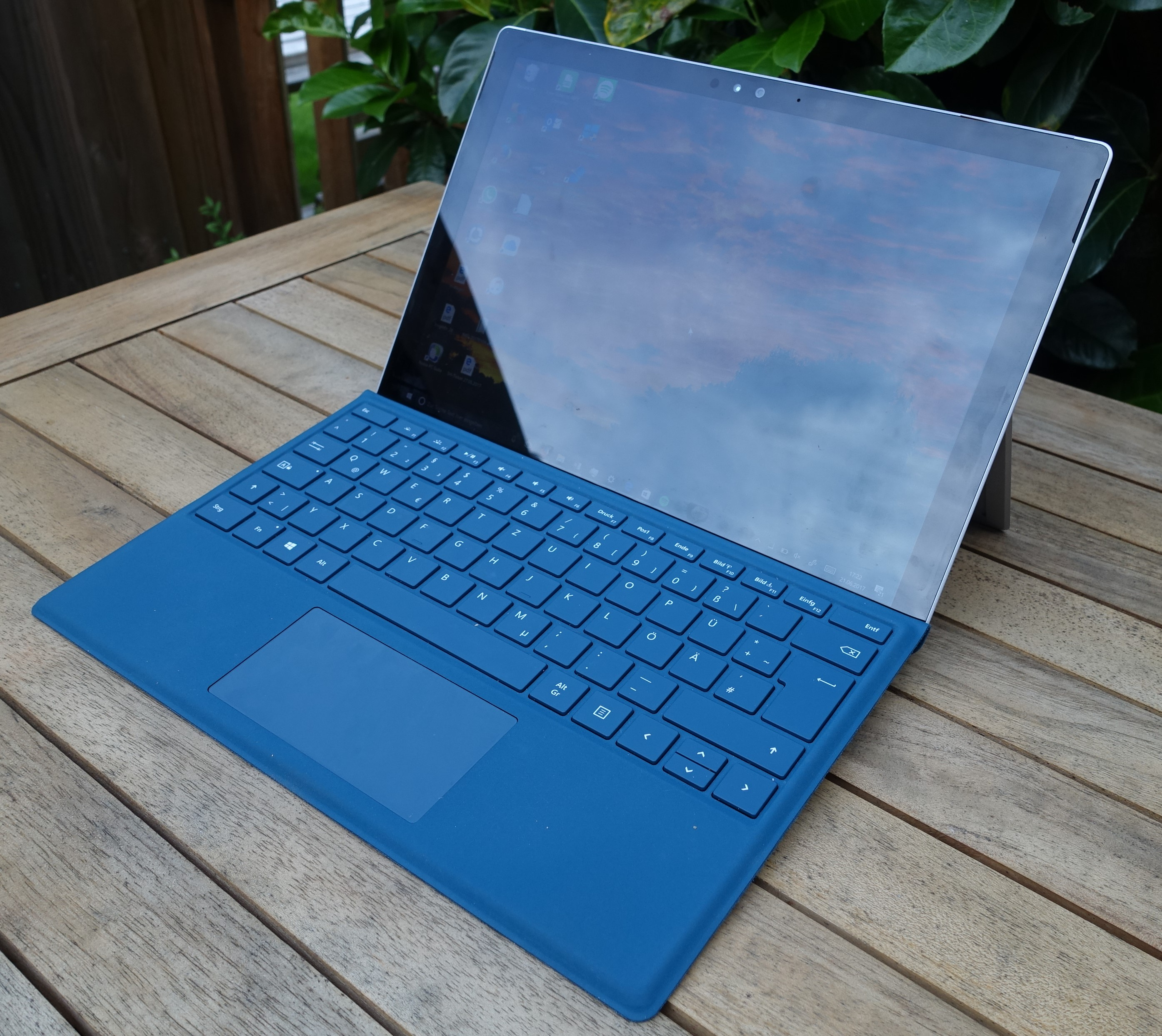
Microsoft Surface Pro 4

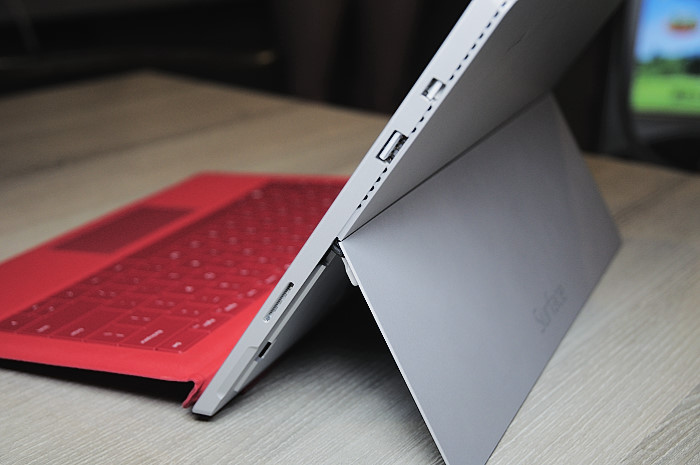
Microsoft Surface Pro 3

Een 2-in-1-pc is een draagbare personal computer met de functies van zowel een laptop als een tablet, en is in staat om zowel desktopsoftware als mobiele apps te kunnen draaien.

## Geschiedenis
Een van de eerste computers die beschouwd kan worden als een 2-in-1-pc is de Compaq Concerto uit 1993. De computer was geïnstalleerd met Windows 3.1 en Windows for PEN, en heeft een afneembaar toetsenbord met een stylus.
De categorie 2-in-1-pc's werd pas bekend onder het grote publiek vanaf circa 2010, toen nog veel fabrikanten verwezen naar de term "hybride computer". Tijdens de Consumer Electronics Show in 2011 toonde Packard Bell, Acer en Hewlett-Packard 2-in-1-pc's met Windows. Microsoft kwam in 2013 met de Surface Pro-serie. Het apparaat heeft een beeldscherm met een diameter van 27 cm, een Intel Core i5-processor, een stylus en een afneembaar toetsenbord.
In 2012 brachten Dell, Asus en Sony allen één of meerdere 2-in-1-pc's uit. Ook Samsung stapte in deze markt en bracht de Galaxy TabPro S uit in maart 2016. Google volgde in oktober 2018 met de Pixel Slate, waarop Chrome OS draait. Google verkoopt het toetsenbord en de styluspen als aparte onderdelen.
Ondanks dat Apple de iPad Pro met een apart toetsenbord en de Pencil verkoopt, is het besturingssysteem niet compatibel met desktopapplicaties. Apple-directeur Tim Cook vergeleek de 2-in-1-pc als "een combinatie van een broodrooster en koelkast, iets waar de gebruiker niet blij van wordt."

## Beschrijving
Apparaten in deze categorie bezitten een inklap-, draai-, schuif- of klikmechanisme waarmee de computer kan worden getransformeerd. Het apparaat onderscheidt zich van een netbook, tabletcomputer of ultrabook doordat het beschikt over een aanraakscherm, een fysiek toetsenbord en poorten die ook op een laptop aanwezig zijn, zoals USB en DisplayPort. Het meest prominente element is het toetsenbord, waarmee de gebruiker op een ergonomische manier kan typen.
Een 2-in-1-pc draait op een besturingssysteem voor desktops dat is aangepast om ook te werken in de tabletstand. Voorbeelden hiervan zijn Windows 8, Windows 8.1, Windows 10 en Chrome OS. Enkele distributies van Linux ondersteunen aanraakschermen, maar worden vaak niet ondersteund door hardwarefabrikanten.
Over het algemeen kan onderscheid worden gemaakt tussen:
- Tabletcomputers die gebruikt kunnen worden als convertible met een extern toetsenbord, maar die niet primair hiervoor zijn ontworpen (bijv. Apple iPad Pro)
- Convertibles die zijn gebaseerd op de ARM-architectuur en daarom geen desktopbesturingssysteem kunnen uitvoeren (bijv. MS Surface 2, Lenovo IdeaPad)
- Convertibles die met laptophardware zijn uitgevoerd en daarom gebruikt kunnen worden met een normaal desktopbesturingssysteem als pc-vervanging (bijv. MS Surface 3, HP Pavilion x360, Acer Iconia)